# Шалтыкбашево
Шалтыкбашево (баш. Шалтыҡбаш) — деревня в Шаранском районе Республики Башкортостан Российской Федерации. Входит в состав Акбарисовского сельсовета.

## География

### Географическое положение
Находится в северо-восточной части района, у истока реки Шалтык. Расстояние до:
- районного центра (Шаран): 23 км,
- центра сельсовета (Акбарисово): 8 км,
- ближайшей ж/д станции (Туймазы): 58 км.

## История
По утверждению А. З. Асфандиярова, деревня ранее называлась Новая Курман-Елга, или Новокурманово.
В 1896 году в деревне Шалтыкбашева Карьявдинской волости V стана Белебеевского уезда Уфимской губернии — 10 дворов, 98 жителей (50 мужчин, 48 женщин), водяная мельница.
В 1920 году по официальным данным в деревне Шалтык-Баш Кичкиняшевской волости Белебеевского уезда 19 дворов и 89 жителей (49 мужчин, 40 женщин), по данным подворного подсчета — 88 марийцев в 20 хозяйствах.
В 1926 году деревня относилась к Шаранской волости Белебеевского кантона Башкирской АССР; с 1923 по 1929 годы входила в состав Ново-Янгауловского сельсовета.
Обозначена на карте 1987 года как деревня с населением около 110 человек.
В 1989 году население — 26 человек (13 мужчин, 13 женщин).
В 2002 году — 21 человек (12 мужчин, 9 женщин), марийцы (81 %).
В 2010 году — 8 человек (6 мужчин, 2 женщины).

## Население
| 2002 | 2009 | 2010 |
| ---- | ---- | ---- |
| 21   | ↘11  | ↘8   |